# Petar Radenković
Petar Radenković (Belgrado, 1 de outubro de 1934) é um ex-futebolista iugoslavo, medalhista olímpico. 

## Carreira
Petar Radenković fez parte do elenco medalha de prata, nos Jogos Olímpicos de 1956.

## Ligações Externas
- Perfil de Radenkovic